# Dáil Éireann
Dáil Éireann ("Assembleia da Irlanda") é a câmara baixa do Oireachtas (legislatura irlandesa), o parlamento irlandês, que também inclui o Presidente da Irlanda e Seanad Éireann (a câmara alta). É composto por 160 membros, conhecido como Teachta Dála (no plural Teachtaí Dála, comumente abreviado como TDs). Os TDs representam 39 círculos eleitorais e são eleitos diretamente pelo menos uma vez a cada cinco anos, pela forma de representação proporcional por voto único transferível (STV). Seus poderes são semelhantes aos das câmaras inferiores de muitos outros sistemas parlamentares bicamerais e é de longe o ramo dominante dos Oireachtas. Sujeito aos limites impostos pela Constituição da Irlanda, ele tem o poder de aprovar qualquer lei que desejar e de nomear e remover o Taoiseach (chefe de governo). Reúne-se desde 1922 na Leinster House em Dublin.

## Composição partidária
| Partido | Partido                 | Ideologia                                       | Espectro         | Deputados | Status   |
| ------- | ----------------------- | ----------------------------------------------- | ---------------- | --------- | -------- |
|         | Sinn Féin               | Socialismo democrático Nacionalismo de esquerda | Centro-esquerda  | 37 / 160  | Oposição |
|         | Fianna Fáil             | Conservadorismo                                 | Centro-direita   | 37 / 160  | Governo  |
|         | Fine Gael               | Democracia cristã                               | Centro-direita   | 35 / 160  | Governo  |
|         | Partido Verde           | Ecologismo                                      | Centro-esquerda  | 12 / 160  | Governo  |
|         | Partido Trabalhista     | Social-democracia                               | Centro-esquerda  | 6 / 160   | Oposição |
|         | Social-Democratas       | Social-democracia                               | Centro-esquerda  | 6 / 160   | Oposição |
|         | Aliança Antiausteridade | Socialismo Anticapitalismo                      | Extrema-esquerda | 5 / 160   | Oposição |
|         | Aontú                   | Republicanismo irlandês Conservadorismo social  | Centro-direita   | 1 / 160   | Oposição |
|         | Direito à Mudança       | Progressismo                                    | Esquerda         | 1 / 160   | Oposição |
|         | Independentes           | Diversa                                         | Diversa          | 19 / 160  | Oposição |